# 龐維仁
龐維仁，MH（1970年—），香港商人，曾任豐裕興業國際（太陽國際資源有限公司前身）主席，現任索尼音樂娛樂 (香港)及索尼影視娛樂(國際)中國香港有限公司執行董事。
龐維仁初中年代於香港鄧鏡波書院就讀至中三便出國留學，期後畢業於加拿大哥倫比亞大學商學士，他20歲時就取得日本蜻蜓牌文具的加拿大代理權。2010年，他注資十億元於亞洲大型娛樂公司金牌大風，並成為該公司董事及股東，2014年更加入索尼音樂娛樂 (香港)有限公司夥拍陳國威成為行政總裁，現資產約二十五億。

## 緋聞
龐維仁曾與演員李嘉欣傳出緋聞，但最終未能證實。

## 投資金牌大風
2010年2月，金牌大風娛樂有限公司舉行記者會，宣布由龐維仁任擔主席的太平洋資本投資亞洲有限公司達成合作，龐維仁將注資五至十億在金牌大風。出席記者會有金牌大風主席鄭東漢，副主席黃柏高，香港行政總裁陳輝虹及龐維仁外，還有金牌大風大陸和香港、台灣旗下歌手，包括蕭亞軒、羅志祥、周筆暢、王心凌、張芸京、鄭中基、雷頌德、側田、小肥及RubberBand。

## 加入索尼音樂娛樂 (香港)行政總裁及主席
2014年4月更加入索尼音樂娛樂 (香港)有限公司夥拍陳國威以及索尼影視娛樂(國際)(中國香港)成為行政總裁兼主席。香港旗下歌手，包括陳柏宇、歸綽嶢、黃妍、林二汶、葉巧琳